# Pseudopanurgus
Pseudopanurgus is een geslacht van vliesvleugelige insecten uit de familie Andrenidae

## Soorten
- P. adjunctus (Timberlake, 1975)
- P. aestivalis (Provancher, 1882)
- P. aethiops (Cresson, 1872)
- P. albitarsis (Cresson, 1872)
- P. altissimus (Cockerell, 1922)
- P. amplipennis (Timberlake, 1975)
- P. andrenoides (Smith, 1853)
- P. arctiventris (Timberlake, 1975)
- P. aristatus (Timberlake, 1975)
- P. arizonicus Timberlake, 1964
- P. asperatus (Timberlake, 1975)
- P. atricornis (Cresson, 1878)
- P. aurifodinae Michener, 1937
- P. bakeri (Cockerell, 1896)
- P. barberi (Cockerell, 1899)
- P. bidentis (Cockerell, 1896)
- P. boylei (Cockerell, 1896)
- P. brevis (Timberlake, 1975)
- P. californicus (Cresson, 1878)
- P. cameroni (Baker, 1906)
- P. cazieri Timberlake, 1973
- P. citrinifrons (Viereck, 1903)
- P. citripes (Ashmead, 1890)
- P. clypeatus (Timberlake, 1975)
- P. compactus Timberlake, 1973
- P. compositarum (Robertson, 1893)
- P. concinnus (Fox, 1894)
- P. congener (Timberlake, 1975)
- P. consors (Timberlake, 1975)
- P. crenulatus (Cockerell, 1905)
- P. creper (Timberlake, 1975)
- P. chemsaki (Timberlake, 1975)
- P. dakotensis (Timberlake, 1977)
- P. dawsoni Timberlake, 1964
- P. dicksoni Timberlake, 1967
- P. didirupa (Cockerell, 1908)
- P. diparilis (Timberlake, 1975)
- P. dreisbachi (Timberlake, 1975)
- P. durangoensis (Timberlake, 1975)
- P. elongatus (Friese, 1917)
- P. euphorbiae (Timberlake, 1975)
- P. eurycephalus (Timberlake, 1975)
- P. expallidus (Swenk & Cockerell, 1907)
- P. fasciatus Timberlake, 1973
- P. flavotinctus (Cockerell, 1898)
- P. fraterculus (Cockerell, 1896)
- P. friesei Timberlake, 1973
- P. fuliginosus Timberlake, 1973
- P. fulvicornis Timberlake, 1973
- P. fuscicornis Timberlake, 1973
- P. fuscitarsis (Timberlake, 1975)
- P. globiceps (Timberlake, 1975)
- P. gracilis (Timberlake, 1975)
- P. helianthi Mitchell, 1960
- P. horizontalis (Swenk & Cockerell, 1907)
- P. humilis (Timberlake, 1975)
- P. illinoiensis (Cresson, 1878)
- P. illustris Timberlake, 1967
- P. innuptus (Cockerell, 1896)
- P. inornatus (Timberlake, 1975)
- P. irregularis (Cockerell, 1922)
- P. labrosiformis (Robertson, 1898)
- P. labrosus (Robertson, 1895)
- P. lateralis Timberlake, 1973
- P. leucopterus (Cockerell, 1923)
- P. levis (Timberlake, 1975)
- P. leviventris (Timberlake, 1975)
- P. lopeziae (Timberlake, 1975)
- P. lugubris (Timberlake, 1975)
- P. lutzae (Cockerell, 1922)
- P. margaritensis (Fox, 1893)
- P. mexicanus (Cresson, 1878)
- P. mundus (Timberlake, 1975)
- P. nanulus Timberlake, 1964
- P. nebrascensis (Crawford, 1903)
- P. neomexicanus (Cockerell, 1898)
- P. nitens (Timberlake, 1975)
- P. nitescens (Cockerell, 1918)
- P. nubis (Cockerell, 1913)
- P. occiduus Timberlake, 1967
- P. opacellus (Cockerell, 1949)
- P. opacicollis Timberlake, 1964
- P. opaculus (Cockerell, 1922)
- P. ornatipes (Cresson, 1872)
- P. parvulus (Friese, 1917)
- P. parvus (Robertson, 1892)
- P. pauper (Cresson, 1878)
- P. pecki (Cockerell, 1937)
- P. pectidellus Cockerell, 1904
- P. pectiphilus (Cockerell, 1913)
- P. perarmatus Timberlake, 1967
- P. perlaevis Timberlake, 1973
- P. pernitens (Cockerell, 1922)
- P. perpunctatus Timberlake, 1973
- P. piercei (Crawford, 1903)
- P. planatus (Cockerell, 1918)
- P. platycephalus (Ruz, 1990)
- P. pleuralis (Timberlake, 1975)
- P. porterae (Cockerell, 1900)
- P. pueblanus (Timberlake, 1975)
- P. pulchricornis (Cockerell, 1922)
- P. pumilis (Timberlake, 1975)
- P. readioi (Michener, 1952)
- P. renimaculatus (Cockerell, 1896)
- P. rudbeckiae (Robertson, 1895)
- P. rufosignatus Cockerell, 1949
- P. rugosus (Robertson, 1895)
- P. scaber (Fox, 1894)
- P. sculleni (Timberlake, 1975)
- P. semilevis Timberlake, 1973
- P. setiger (Timberlake, 1977)
- P. simulans (Swenk & Cockerell, 1907)
- P. solidaginis (Robertson, 1893)
- P. stathamae Timberlake, 1967
- P. stigmalis (Swenk & Cockerell, 1907)
- P. subglaber (Timberlake, 1975)
- P. sublevis (Timberlake, 1975)
- P. subopacus Timberlake, 1964
- P. subrugosus Timberlake, 1973
- P. succinctus (Timberlake, 1975)
- P. texanus Timberlake, 1973
- P. tomentosus Timberlake, 1973
- P. townsendi (Cockerell, 1897)
- P. tridecis (Timberlake, 1975)
- P. trifasciatus Timberlake, 1973
- P. trimaculatus Timberlake, 1973
- P. tripogandrae (Timberlake, 1975)
- P. tuberatus Timberlake, 1973
- P. velutinus Timberlake, 1973
- P. ventralis (Timberlake, 1975)
- P. verticalis Timberlake, 1967
- P. vicinus Timberlake, 1967
- P. virginicus (Cockerell, 1907)
- P. ximenesiae (Cockerell, 1913)
- P. zamoranicus (Cockerell, 1949)